# Els estatges del castell interior
Els estatges del castell interior o Las moradas del castillo interior (títol original en castellà) és una obra fonamental de l'espiritualitat cristiana i de l'experiència mística a Occident. Fou escrita per la monja carmelita i escriptora mística castellana Teresa de Jesús o d'Àvila, nom monàstic de Teresa Sánchez de Cepeda y Ahumada.

## Teresa d'Àvila i la recerca de la interioritat
Las moradas del castillo interior de Teresa d'Àvila, aquesta obra de referència per a l'espiritualitat occidental, fou escrita per la carmelita Teresa de Jesús, entre el 2 de juliol i el 29 de novembre de 1577. Sota la supervisió de Luis de León es publicà a Salamanca l'any 1588.
És a través de l'experiència pròpia i no pas per la formació teològica que Teresa descobreix la magnitud i la grandesa de l'interior de la persona humana. Fent un camí que la porta al més profund d'ella mateixa. És, doncs, un viatge a l'interior d'un mateix.
L'ànima ens és mostrada per Teresa com un castell dividit en set nivells pels quals es pot ascendir segons es va progressant espiritualment.
En aquest camí que ha de recórrer la persona li cal traspassar diversos estatges o nivells fins que l'ànima arribi a l'últim. Allà on resideix Déu. Aquesta presència divina aboca l'ànima de la persona humana a viure una bellesa incomparable.
Tot el que és descrit a Las moradas del castillo interior és expressió de les pròpies vivències i experiències de Teresa. L'itinerari a través dels set estatges ha estat recorregut per ella abans d'escriure l'obra. Parla, doncs, des de les seves experiències personals.

La persona humana sols pot trobar la seva identitat i plenitud vivint atentament la seva vida interior. Sols vivim abocats a la vida exterior a mi mateix. Cal viure l'exterior i l'interior alhora. L'objectiu és entrar dins del que som interiorment i que sovint defugim. Tot vivint i donant resposta les necessitats del fora.

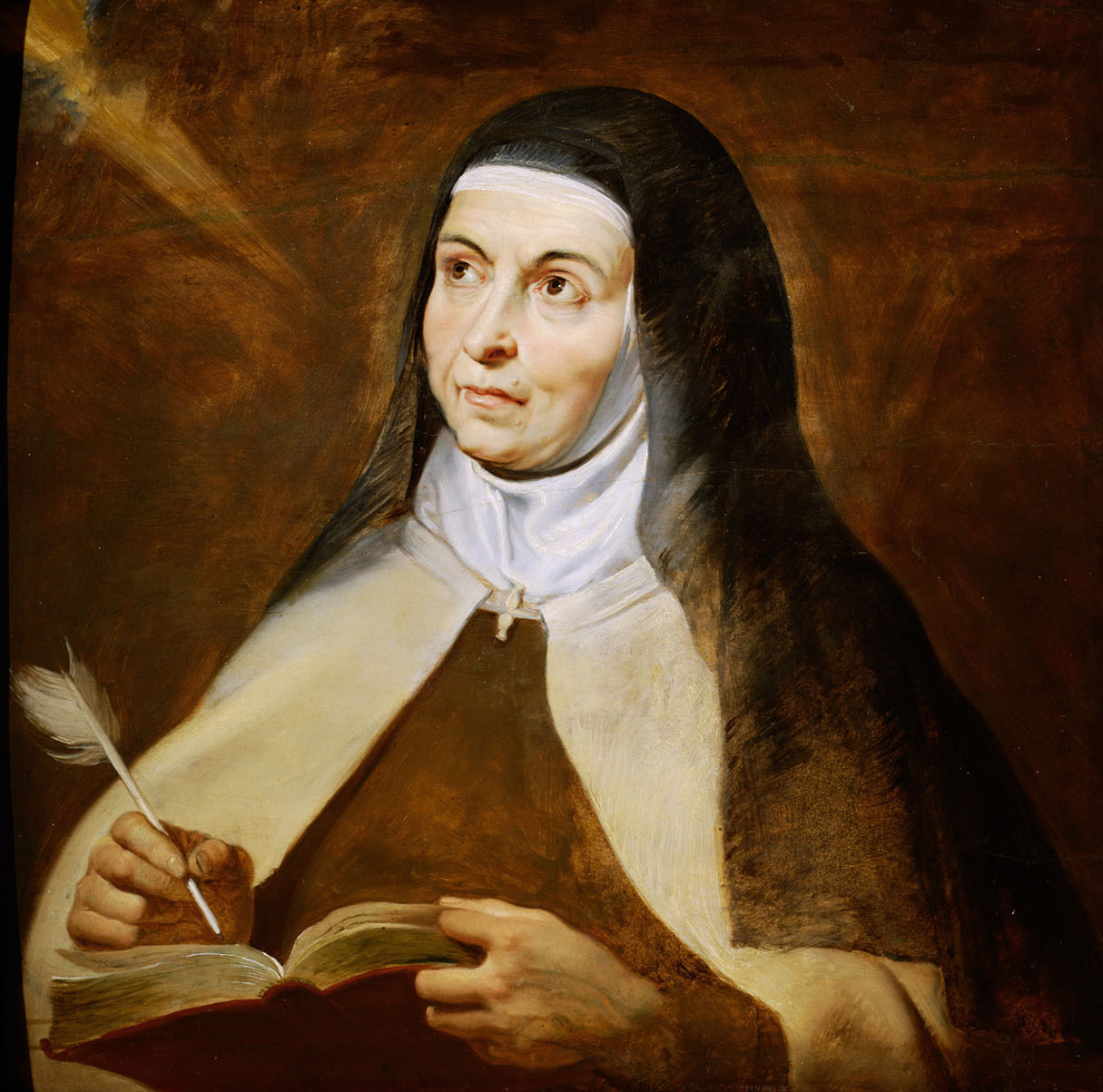
Teresa de Jesús en una pintura de Rubens

Aquest viatge vers la interioritat demanda el que la tradició espiritual anomena l'ascesi. O sia guanyar el control d'un mateix i de les tendències adquirides. Amb la finalitat d'assolir la veritable llibertat, superant l'egoisme i estimant sense límits. Aquest camí requereix treball per avançar en l'autoconeixement i per alliberar-se dels condicionaments adquirits.
Seguint la tradició cristiana, aquest viatge interior porta a la veritable identitat per poder retornar amb més força i més compromís a la realitat de la vida, de la qual la veritable mística no s'allunya mai. En Teresa de Jesús aquesta vida interior va lligada en la realitat històrica en què vivim. Des de la immersió en aquesta realitat des de Crist i el seu pla de salvació i dignitat universal.
Teresa ens convida a viure la vida cristiana des de la meravella de la inhabitació de Déu en l'ànima. Deixant de banda moralismes i observances com proposa Pau passant per sobre de la llei. El recorregut del camí interior és l'itinerari de la santedat.
Tota l'obra de Teresa testimonia que la persona humana és capaç d'assolir la veritat. No som cecs que temptegen en el buit. En l'interior de cadascú, un es troba amb la veritat i la bellesa i l'amor de Déu.

## Lainterioritat habitadade Teresa de Jesús
"No nos imaginemos huecas" assenyala Teresa davant que la veritable riquesa de la persona humana és a l'interior de cadascú. Teresa d'Àvila va gaudir d'un coneixement gran de la seva interioritat, i a través d'ell ens ha deixat una descripció notable de l'estructura interior de l'ésser humà al llarg de les seves obres. Aquesta interioritat és explicada a Las Moradas amb la metàfora del castell ple d'estatges. On habita Déu mateix, que convida a una relació d'amistat profunda i permanent amb ell.
És l'ànima que es buida i busca Déu dins seu, que s'allibera del pensament discursiu i es prepara per a la comunicació i l'amistat amb Déu. Hi ha una defensa, una legitimació de la interioritat personal per damunt de l'autoritat religiosa, de l'experiència personal enfront de la creença.

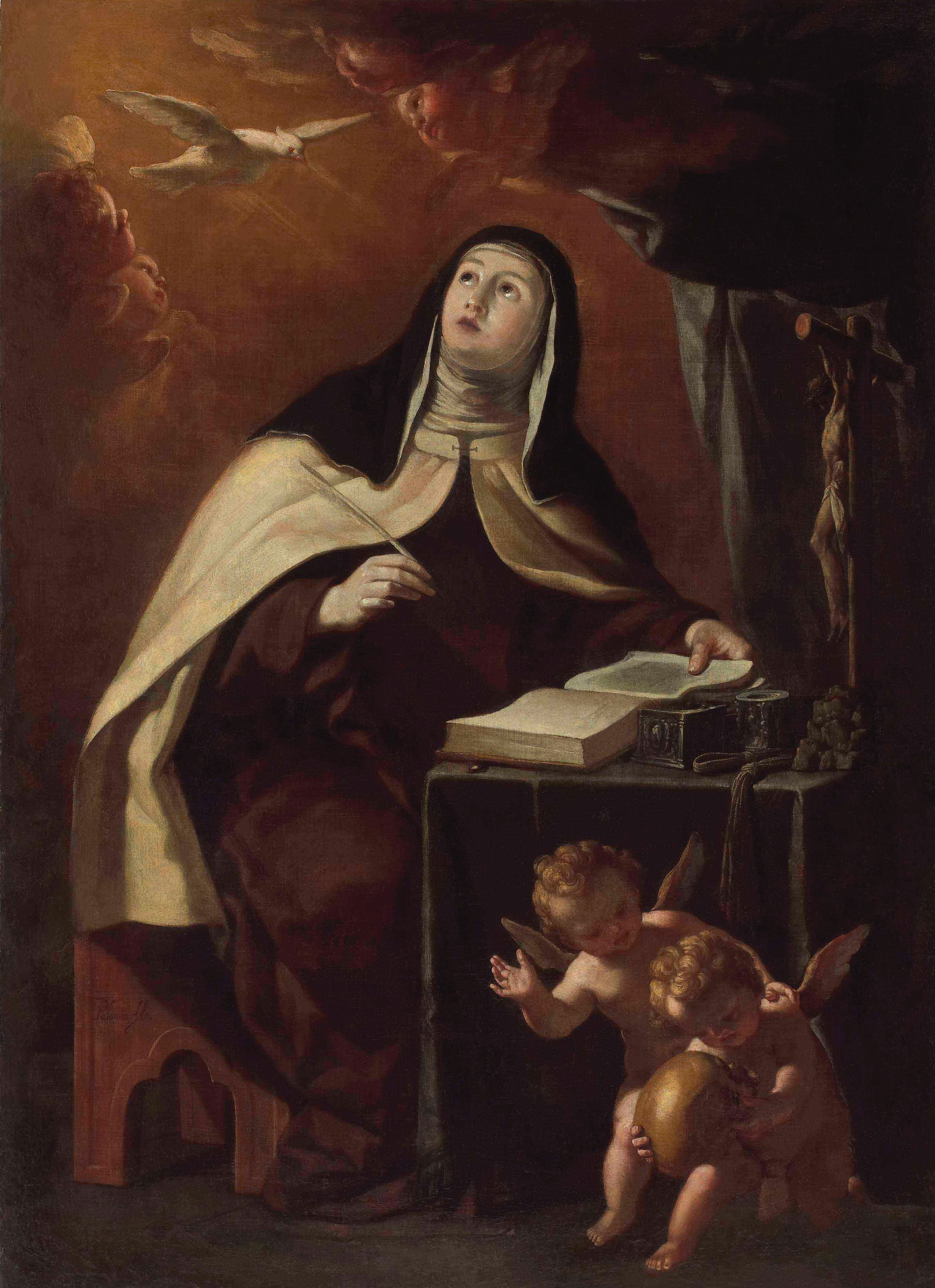
Santa Teresa de Jesús escrivint. Oli d'Antonio Palomino (1655-1726).

En la Castella del segle xvi, amb el control de la Inquisició i en plena expansió del cristianisme protestant, en escrits com aquest, Teresa d'Àvila mostra la seva capacitat de ser qui és, en un context on es feia difícil, i més encara sent una dona. També la força que la porta a encarnar el que ha experimentat a la vida; a assumir, amb total llibertat, la responsabilitat d'esdevenir allò per a què ha estat creada: allò que ella diu que és de Déu, però que Déu li diu que és d'ella. Teresa ens mostra el potencial que ja som per desenvolupar totes les capacitats, que són infinites, per tal de viure una vida plena i amb sentit, i al mateix temps ens convida a comprometre'ns en fer possible la vida al nostre voltant i en defensar-la.

## Edició digital d'Els estatges del castell interior
Existeix una edició digital en castellà d'aquesta obra de Teresa de Jesús a la Biblioteca Digital Miguel de Cervantes de la tercera edició realitzada a Buenos Aires per l'editorial Espasa - Calpe el 1943. https://www.cervantesvirtual.com/obra-visor/las-moradas--0/html/ff0e7ddc-82b1-11df-acc7-002185ce6064_1.html